# 希布托
希布托（葡萄牙語：Chibuto）是東非國家莫桑比克的城市，由加扎省負責管轄，位於該國南部，鎮上有機場設施，該市以選舉方式組織政府，市長一職自1998年起均由屬於莫桑比克解放陣線的人士出任，2008年人口估計約57,281。
24°41′S 33°32′E / 24.683°S 33.533°E